# Elimination Chamber (2010)
Cet article concerne l'édition 2010 du pay-per-view Elimination Chamber. Pour l'édition suivante, voir Elimination Chamber (2011).
 (mai 2011).
Si vous disposez d'ouvrages ou d'articles de référence ou si vous connaissez des sites web de qualité traitant du thème abordé ici, merci de compléter l'article en donnant les références utiles à sa vérifiabilité et en les liant à la section « Notes et références ».
L’édition 2010 d’Elimination Chamber est une manifestation de catch professionnel télédiffusée et visible uniquement en paiement à la séance. L'événement, produit par la World Wrestling Entertainment (WWE), a eu lieu le 21 février 2010 dans la salle omnisports Scottrade Center à Saint-Louis, dans le Missouri. Il s'agit de la première édition d'Elimination Chamber, pay-per-view annuel qui remplace WWE No Way Out. Batista est la vedette de l'affiche officielle.
Six matchs, dont cinq mettant en jeu les titres de la fédération, ont été programmés. Chacun d'entre eux est déterminé par des storylines rédigées par les scénaristes de la WWE ; soit par des rivalités survenues avant le pay-per-view, soit par des matchs de qualification en cas de rencontre pour un championnat. L'événement a mis en vedette les catcheurs des divisions Raw et SmackDown, créées en 2002 lors de la séparation du personnel de la WWE en deux promotions distinctes.
17 000 personnes ont réservé leur place pour assister au spectacle, tandis que 285 000 personnes ont suivi la rencontre par pay-per-view. Le DVD du spectacle est sorti au début du mois de mars 2010. Malgré un nombre important de places vendues, Elimination Chamber a reçu un bilan très mitigé des critiques, notamment à cause du match par équipe féminin.

## Contexte
Les spectacles de la World Wrestling Entertainment en paiement à la séance sont constitués de matchs aux résultats prédéterminés par les scénaristes de la WWE. Ces rencontres sont justifiées par des storylines - une rivalité avec un catcheur, la plupart du temps - ou par des qualifications survenues dans les émissions de la WWE telles que Raw, SmackDown et Superstars. Tous les catcheurs possèdent un gimmick, c'est-à-dire qu'ils incarnent un personnage gentil ou méchant, qui évolue au fil des rencontres. Un pay-per-view comme Over the Limit est donc un événement tournant pour les différentes storylines en cours.

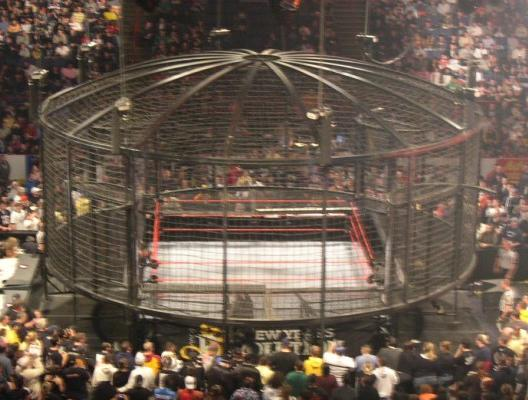
Une Elimination Chamber, où se dérouleront deux des matchs de la soirée.

Les deux matchs principaux de Elimination Chamber seront des Elimination chambers matchs, le premier pour le Championnat de la WWE avec des catcheurs de RAW et le second pour le Championnat du monde poids-lourds de la WWE avec des catcheurs de Smackdown!.

### Elimination Chamber pour le championnat de la WWE
Lors du RAW du 2 février, cinq matchs de qualification ont été organisés : John Cena a battu Cody Rhodes, Triple H a battu Jack Swagger, Randy Orton a battu Shawn Michaels, Ted DiBiase Jr. a battu Mark Henry et Kofi Kingston a battu Big Show par disqualification. Le champion de la WWE en titre Sheamus, qualifié d'office, défendra son titre dans l'Elimination Chamber de RAW.

### Elimination Chamber pour le championnat du monde poids lourds
Des matchs de qualifications pour le championnat du monde poids lourds de l'Undertaker ont été annoncés pour le 5 février à Smackdown!. The Undertaker, qualifié d'office en tant que champion, combattra John Morrison qui a battu Kane et Drew McIntyre, R-Truth qui a battu Mike Knox, CM Punk qui a battu Batista par décompte à l'extérieur, Chris Jericho qui a battu Matt Hardy et Rey Mysterio qui a battu Dolph Ziggler.

### Gail Kim contre Maryse
À la suite de la blessure de Melina, le championnat des Divas est déclaré vacant le 4 janvier. Un tournoi entre les divas de RAW est alors organisé pour désigner la nouvelle championne. Après plusieurs matchs à RAW et Superstars, les deux finalistes sont Maryse et Gail Kim. Le 8 février, la WWE annonce que la finale aura lieu à Elimination Chamber dans un match simple.
|  | Quarts de finale   | Quarts de finale |            |       | Demi-finales | Demi-finales |  |  | Finale | Finale |
|  | Quarts de finale   | Quarts de finale |            |       | Demi-finales | Demi-finales |  |  | Finale | Finale |
|  |                    |                  |            |       |              |              |  |  |        |        |
|  |                    |                  |            |       |              |              |  |  |        |        |
|  |                    |                  |            |       |              |              |  |  |        |        |
|  | Maryse             | tombé            |            |       |              |              |  |  |        |        |
|  | Maryse             | tombé            |            |       |              |              |  |  |        |        |
|  | Brie Bella         | 3:04             |            |       |              |              |  |  |        |        |
|  | Brie Bella         | 3:04             | Maryse     | tombé |              |              |  |  |        |        |
|  |                    |                  | Maryse     | tombé |              |              |  |  |        |        |
|  |                    | Eve              | 6:47       |       |              |              |  |  |        |        |
|  | Eve                | Eve              | 6:47       | tombé |              |              |  |  |        |        |
|  | Eve                |                  |            | tombé |              |              |  |  |        |        |
|  | Katie Lea Burchill | 3:52             |            |       |              |              |  |  |        |        |
|  | Katie Lea Burchill | 3:52             | Maryse     | tombé |              |              |  |  |        |        |
|  |                    |                  | Maryse     | tombé |              |              |  |  |        |        |
|  |                    | Gail Kim         | 5:55       |       |              |              |  |  |        |        |
|  | Alicia Fox         | Gail Kim         | 5:55       | tombé |              |              |  |  |        |        |
|  | Alicia Fox         |                  |            | tombé |              |              |  |  |        |        |
|  | Kelly Kelly        | 4:49             |            |       |              |              |  |  |        |        |
|  | Kelly Kelly        | 4:49             | Alicia Fox | 4:29  |              |              |  |  |        |        |
|  |                    |                  | Alicia Fox | 4:29  |              |              |  |  |        |        |
|  |                    | Gail Kim         | tombé      |       |              |              |  |  |        |        |
|  | Gail Kim           | Gail Kim         | tombé      | tombé |              |              |  |  |        |        |
|  | Gail Kim           |                  |            | tombé |              |              |  |  |        |        |
|  | Jillian            | 2:14             |            |       |              |              |  |  |        |        |
|  | Jillian            | 2:14             |            |       |              |              |  |  |        |        |

### Drew McIntyre contre Kane
Le 5 février, John Morrison bat Kane et Drew McIntyre dans un match qualificatif à l'Elimination Chamber pour le World Heavyweight Championship. La semaine suivante à WWE SmackDown, Kane affronte Drew McIntyre, le match se termine en double count-out. Après le match Kane porte un Chokeslam à Drew McIntyre et lève la ceinture intercontinentale.

## Déroulement du spectacle

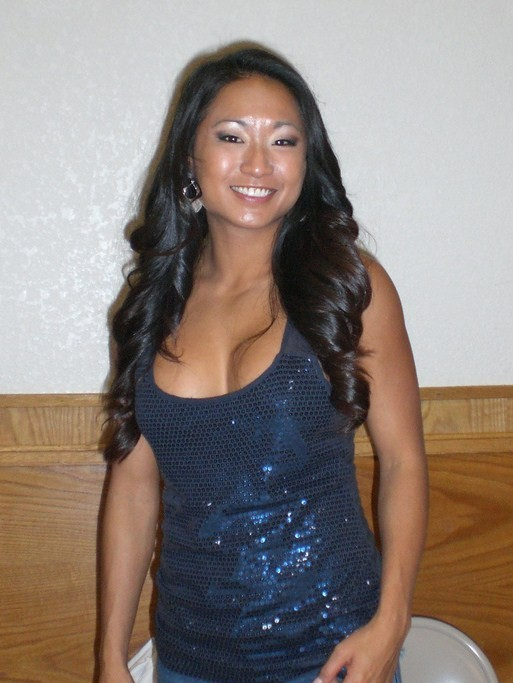
Gail Kim à Newark, Californie.

Généralement, avant qu'un spectacle de catch ne démarre, la fédération organisatrice met en place un ou plusieurs matchs non télévisés destinés à chauffer le public. Christian, réalise le tombé sur Ezekiel Jackson.

### Matchs préliminaires
Le premier match de la soirée est l’Elimination Chamber pour le Championnat de la WWE. La première partie du match oppose Sheamus à Kofi Kingston. Randy Orton est le premier éliminé au moment où Cody Rhodes arrive avec une barre de fer pour aider Ted DiBiase, lequel le frappe involontairement en voulant attaquer John Cena, qui achève Orton avec l'Attitude Adjustement avant d'encaisser lui aussi un coup de la barre de fer. DiBiase profite de l'inconscience d'Orton pour l'éliminer de la structure mais se fait éliminer lui aussi quand Kingston lui porte le Trouble In Paradise. Quand Sheamus entre dans le match il élimine directement Kingston avec son Crucifix Powerbomb mais est à son tour sorti par Triple H avec son Pedigree. C'est finalement John Cena qui remporte le titre, en éliminant en dernier Triple H avec le STF. Juste après la match, Vince McMahon intervient et annonce que John Cena doit défendre son titre sur-le-champ contre Batista (qui avait refusé de combattre pour se qualifier à l’Elimination Chamber de SmackDown). Ce dernier, après avoir porté un spear et une Batista bomb au champion, effectue le tombé et s'empare du titre.
Le match suivant est un match simple opposant le champion intercontinental Drew McIntyre à Kane, avec le titre pour enjeu. McIntyre est dominé par Kane au point qu'il essaye (en vain) de quitter le ring pour être disqualifié et conserver le titre, sans compter sur Kane qui le ramène dans le ring. Le champion parvient à conserver son titre en effectuant le tombé après avoir mis son pouce dans l'œil de Kane (comme contre Johnny Morrison à TLC) sans que l'arbitre ne s'en rende compte et ensuite il lui porte sa prise de finition, le Future Shock pour le compte de 3.

### Matchs principaux (main events)
La finale du tournoi pour le Championnat des Divas aurait dû avoir lieu dans la soirée, et aurait dû opposer Maryse à Gail Kim. Cependant, juste avant le début du match, Vickie Guerrero, la manager de SmackDown fait son apparition et dit qu'en raison des mauvais commentaires des Divas de Raw envers les Divas de SmackDown, elle annonce que le match de championnat est annulé, et que les deux challengeuses doivent faire équipe pour affronter LayCool (Michelle McCool et Layla). Michelle McCool donne la victoire à son équipe en effectuant le Faith Breaker sur Gail Kim. Maryse porte ensuite son French Kiss sur Kim.
William Regal apparait ensuite sur le ring pour parler au micro de sa future participation au nouveau show NXT. Il est interrompu par Edge (qui n'a pas de match de championnat, ayant remporté le Royal Rumble moins d'un mois plus tôt), qui, après avoir prétendu que les fans n'ont pas envie d'écouter Regal et avoir échangé quelques paroles avec ce dernier, lui porte un spear. Edge annonce finalement que le lendemain, à RAW, il choisira qui il affrontera à WrestleMania XXVI.
Le match suivant (qui n'était pas annoncé à l'origine) est un match simple pour le Championnat des États-Unis, et qui oppose le champion The Miz (qui, parallèlement, est aussi le Champion par équipe unifié avec The Big Show) au challenger numéro 1, Montel Vontavious Porter. Finalement, le Miz remporte la victoire grâce à l'intervention de son partenaire qui, après s'être battu avec Mark Henry à l'extérieur du ring, porte un Knockout Punch à MVP sans que l'arbitre ne le voie.
Le main event et dernier match de la soirée est l'Elimination Chamber pour le Championnat du Monde poids-lourds. Lors de son entrée, CM Punk (accompagné de Luke Gallows et Serena) parle un moment au micro dans son habituel gimmick consistant à vanter ses qualités straight edge. Il entame ensuite le match face à R-Truth, parvient à l'éliminer et recommence à parler au micro jusqu'à la sortie de cellule de Rey Mysterio. Celui-ci l'élimine après un Frankensteiner sur le sol en acier depuis la troisième corde et un Frog splash avant de se faire éliminer par John Morrison après un Starship pain. À la suite de l'élimination de John Morrison après un Chokeslam sur le sol en acier par le champion en titre Undertaker, ce dernier et Chris Jericho sont les deux derniers participants. Soudain, Shawn Michaels entre illégalement dans la cage puis porte un Sweet Chin Music à Undertaker, ce qui permet à Jericho d'effectuer le tombé et de s'emparer du titre.

## Tableau des résultats
| #                                                                | Match                                                                                  | Stipulation                                                          | Durée |
| ---------------------------------------------------------------- | -------------------------------------------------------------------------------------- | -------------------------------------------------------------------- | ----- |
| Dark                                                             | Christian bat Ezekiel Jackson.                                                         | Match simple.                                                        | 7:07  |
| 1                                                                | John Cena bat Sheamus (c), Kofi Kingston, Ted DiBiase Jr., Triple H et Randy Orton     | Elimination Chamber match pour le championnat de la WWE.             | 30:10 |
| 2                                                                | Batista bat John Cena (c)                                                              | Match simple pour le championnat de la WWE.                          | 00:32 |
| 3                                                                | Drew McIntyre (c) bat Kane.                                                            | Match simple pour le championnat intercontinental de la WWE.         | 10:06 |
| 4                                                                | Michelle McCool et Layla battent Maryse et Gail Kim.                                   | Tag Team match.                                                      | 03:35 |
| 5                                                                | The Miz (c) bat MVP.                                                                   | Match simple pour le championnat des États-Unis.                     | 13:02 |
| 6                                                                | Chris Jericho bat John Morrison, Rey Mysterio, R-Truth, CM Punk et The Undertaker (c). | Elimination Chamber match pour le championnat du monde poids lourds. | 35:40 |
| (c) désigne le(s) champion(s) défendant son titre dans le match. |                                                                                        |                                                                      |       |

## Détails des Elimination Chamber matchs

### Pour le titre de la WWE
| Élimination # | Catcheur        | Entrée | Éliminé par     | Manière                                                                   | Temps |
| ------------- | --------------- | ------ | --------------- | ------------------------------------------------------------------------- | ----- |
| 1             | Randy Orton     | 4      | Ted DiBiase Jr. | Attitude Adjustment de John Cena après un coup de barre de fer de DiBiase | 23:56 |
| 2             | Ted DiBiase Jr. | 5      | Kofi Kingston   | Trouble in Paradise                                                       | 25:24 |
| 3             | Kofi Kingston   | 2      | Sheamus         | High Cross                                                                | 26:02 |
| 4             | Sheamus         | 1      | Triple H        | Pedigree                                                                  | 28:38 |
| 5             | Triple H        | 3      | John Cena       | STF                                                                       | 30:10 |
| Vainqueur     | John Cena       | 6      |                 |                                                                           |       |

### Pour le Championnat du Monde poids-lourds
| Élimination # | Catcheur       | Entrée | Éliminé par    | Manière                                                              | Temps |
| ------------- | -------------- | ------ | -------------- | -------------------------------------------------------------------- | ----- |
| 1             | R-Truth        | 1      | CM Punk        | GTS                                                                  | 3:34  |
| 2             | CM Punk        | 2      | Rey Mysterio   | Super Hurricanrana sur l'acier suivi d'un Splash                     | 9:58  |
| 3             | Rey Mysterio   | 3      | John Morrison  | Starship Pain                                                        | 20:00 |
| 4             | John Morrison  | 5      | The Undertaker | Chokeslam sur l'acier                                                | 28:24 |
| 5             | The Undertaker | 6      | Chris Jericho  | Sweet Chin Music de Shawn Michaels (qui ne participait pas au match) | 35:40 |
| Vainqueur     | Chris Jericho  | 4      |                |                                                                      |       |

### Autres sources
- (en) Cet article est partiellement ou en totalité issu de l’article de Wikipédia en anglais intitulé « Elimination Chamber (2010) » (voir la liste des auteurs).